# 岡田繁幸
岡田 繁幸（おかだ しげゆき、1950年3月19日 - 2021年3月19日）は、日本の実業家、競走馬生産者、馬主。クラブ法人株式会社サラブレッドクラブ・ラフィアン前代表取締役社長、有限会社コスモヴューファーム前社長。岡田スタッド代表の岡田牧雄は実弟。

## 来歴
実家は牧場を経営。日本大学獣医学部中退後、アメリカへ渡り、現地の牧場で馬産の修行を積んだ。クレイボーンファームでの修行中、仔馬時代のラフィアンの才能をいち早く見抜いたというエピソードから、その名を会社名に使用している。
2006年3月にサラブレッドクラブ・ラフィアンの代表を退いたことに伴い、個人としての馬主資格を再取得。ホッカイドウ競馬所属のインパーフェクトをはじめ数十頭の競走馬を所有し、コスモバルクで果たせなかったクラシック制覇を目指したが叶わなかった。
2011年5月より、『BSイレブン競馬中継』の土曜日レギュラースタジオ解説者となる。
2021年3月19日、北海道内の自宅で死去。この日は自身の71歳の誕生日であった。死因は公表されていない。なお、個人名義で所有していた競走馬の馬主名義は、4月17日までにすべてビッグレッドファームに変更された。
2022年1月17日、JBC協会副会長としてJBC競走の創設に尽力し、地方競馬の発展に取り組んだ功績を讃え、2021年度NARグランプリ特別賞が授与された。

## 人物
自身が設立したラフィアンターフマンクラブ（サラブレッドクラブ・ラフィアン）は一口馬主のシステムで競走馬を所有しており、それらの馬には牡馬には「マイネル」、牝馬には「マイネ」の、また、競走馬によっては性別関係なく「コスモ」と言う冠名がつけられる。そのため、マスコミや競馬ファンの間では「マイネル軍団の総帥」の異名で呼ばれた。
馬主としては安馬を数多く大成させた人物として知られる一方、晩年当時の評価としては「『安い割に強い』程度の馬しか出ない」というものもあった。
東京優駿制覇が最大目標と公言し、1986年に自身の所有馬グランパズドリームが東京優駿において2着となって以後、毎年のようにビッグレッドファーム関係の馬を出走させ、特に2004年にはコスモバルク・コスモサンビーム・マイネルデュプレ・マイネルマクロス・マイネルブルックと5頭の関係馬を出走させたが、最後まで制覇には至らなかった。また、生産馬、セリ落札馬を合わせて数千頭を競馬場に送り込んだものの長らく3歳クラシックレースは未勝利であった。なお、死去の2か月後に行われた優駿牝馬でユーバーレーベンが勝利している。
種牡馬サンデーサイレンスを最高傑作と評価しており、フジテレビ競馬番組の取材で「あのゴムマリのような筋肉が爆発的な瞬発力を生んでおり、世界でも他に類を見ない。後継馬は近親配合になっても、あのゴムマリを再現し維持するべきだ」と主張している。

## 親族
妻の岡田美佐子は有限会社ラフィアンターフマンクラブの元代表、有限会社コスモス代表、有限会社ビッグレッドファーム代表である。以前は個人馬主として登録されており、勝負服の柄は赤、緑格子、赤袖、冠名は「コスモ」を使用していた（当初、繁幸がクラブ法人の代表を務めており、個人馬主になれなかったための措置）。馬主名義は2006年に有限会社ビッグレッドファームへと法人化された。
繁幸の後継としてサラブレッドクラブ・ラフィアンの代表を務めている岡田紘和は長男。岡田スタッド、ノルマンディーファーム、ノルマンディーオーナーズクラブ代表の岡田牧雄は実弟。

## 主な所有馬
*印は、繁幸の没後にビッグレッドファーム名義となった馬。

### 岡田繁幸名義
- グランパズドリーム（東京優駿2着）
- イクスキューズ（クイーンカップ、クローバー賞）
- インパーフェクト（ラベンダー賞）
- イグゼキュティヴ（京都2歳ステークス、札幌2歳ステークス2着）
- プレイアンドリアル（ジュニアグランプリ、京成杯）
- プレイ （弥生賞2着）
- トラスト*（札幌2歳ステークス）
- スマイルカナ（フェアリーステークス、ターコイズステークス）

### 岡田美佐子名義
美佐子の所有馬に関しても、繁幸が「オーナー代行」としてマスコミに対応する（例）。
- コスモリアライズ（2000年兵庫ジュニアグランプリ）
- コスモサンビーム（2003年京王杯2歳ステークス、朝日杯フューチュリティステークス、2005年スワンステークス）
- コスモバルク*（2003年ラジオたんぱ杯2歳ステークス、2004年弥生賞、セントライト記念、2006年シンガポール航空インターナショナルカップ）
- コスモヴァレンチ（2004年小倉2歳ステークス）
- カーム
- ウン（2022年オパールカップ）